# Clubiona johnsoni
Clubiona johnsoni este o specie de păianjeni din genul Clubiona, familia Clubionidae, descrisă de Gertsch, 1941. Conform Catalogue of Life specia Clubiona johnsoni nu are subspecii cunoscute.